# ماجد الخمیس
ماجد الخمیس (انگلیسی: Majid Al-Khamis) بازیکن هندبال اهل کویت بود.
از باشگاه‌هایی که در آن بازی کرده‌است می‌توان به باشگاه فوتبال النصر عربستان سعودی اشاره کرد.